# Brian Roberts (baloncestista)
Brian Lloyd Roberts (Toledo, Ohio, 3 de diciembre de 1985) es un jugador de baloncesto estadounidense. Con 1,88 metros de estatura, juega en la posición de Base.

## Trayectoria deportiva

### Universidad
Jugó durante cuatro temporadas con los Flyers de la Universidad de Dayton, en las que promedió 15,7 puntos, 3,0 rebotes y 2,8 asistencias por partido. Fue incluido en el mejor quinteto de la Atlantic Ten Conference en 2008, tras haber aparecido en el segundo los dos años anteriores. Su récord de anotación fueron los 34 puntos que consiguió ante Creighton en 2005, repitiendo anotación ante La Salle en 2007.

### Profesional

#### Israel y Alemania
Tras no ser elegido en el Draft de la NBA de 2008, fichó por el Hapoel Gilboa Galil Elyon de la liga israelí, donde jugó una temporada, promediando 15,5 puntos por partido. Al año siguiente fichó por el Brose Baskets de la Basketball Bundesliga, en las que promedió 11,4 puntos y 2,7 asistencias por partido.

#### NBA
En agosto de 2012, firmó con los New Orleans Hornets de la NBA.
En julio de 2014, firmó un contrato para jugar con los Charlotte Hornets.
El 16 de febrero de 2016 fue traspasado a Memphis Grizzlies junto con P. J. Hairston  y dos futuras rondas del draft, a cambio de Courtney Lee, y posteriormente enviado a Miami Heat a cambio de Chris Andersen. Dos días después es traspasado a Portland Trail Blazers, debutando al día siguiente.
El 7 de julio de 2016, firma por una temporada con Charlotte Hornets.

#### Grecia y España
El 23 de julio de 2017, firma por dos temporada con el Olympiacos griego. Fue liberado el 27 de junio de 2018.
En julio de 2018 ficha por una temporada por el Unicaja.

## Estadísticas de su carrera en la NBA
|  | Líder de la liga |

### Temporada regular
| Año     | Equipo      | PJ  | PT | MPP  | %TC  | %3P  | %TL  | RPP | APP | ROB | TPP | PPP |
| ------- | ----------- | --- | -- | ---- | ---- | ---- | ---- | --- | --- | --- | --- | --- |
| 2012-13 | New Orleans | 78  | 5  | 17.0 | .417 | .386 | .909 | 1.2 | 2.8 | .5  | .0  | 7.1 |
| 2013-14 | New Orleans | 72  | 42 | 23.2 | .420 | .360 | .940 | 1.9 | 3.3 | .6  | .1  | 9.4 |
| 2014-15 | Charlotte   | 72  | 10 | 18.5 | .389 | .321 | .892 | 1.5 | 2.3 | .5  | .1  | 6.7 |
| 2015-16 | Charlotte   | 30  | 0  | 11.1 | .443 | .333 | .919 | 1.0 | 1.3 | .2  | .0  | 4.8 |
| 2015-16 | Portland    | 21  | 0  | 6.5  | .460 | .400 | .800 | .6  | .8  | .1  | .0  | 2.9 |
| 2016-17 | Charlotte   | 41  | 2  | 10.1 | .377 | .386 | .846 | 1.0 | 1.3 | .2  | .0  | 3.5 |
| Total   | Total       | 314 | 59 | 16.6 | .411 | .356 | .908 | 1.3 | 2.3 | .4  | .1  | 6.6 |

### Playoffs
| Año   | Equipo   | PJ | PT | MPP | %TC  | %3P  | %TL  | RPP | APP | ROB | TPP | PPP |
| ----- | -------- | -- | -- | --- | ---- | ---- | ---- | --- | --- | --- | --- | --- |
| 2016  | Portland | 10 | 0  | 3.6 | .222 | .000 | .667 | .1  | .3  | .0  | .0  | .8  |
| Total | Total    | 10 | 0  | 3.6 | .222 | .000 | .667 | .1  | .3  | .0  | .0  | .8  |